# Kościół św. Katarzyny Aleksandryjskiej w Opolu-Groszowicach
Kościół św. Katarzyny Aleksandryjskiej – rzymskokatolicki kościół parafialny położony przy ulicy Popiełuszki w Opolu. Kościół należy do Parafii św. Katarzyny Aleksandryjskiej w Opolu-Groszowicach w dekanacie Opole, diecezji opolskiej.

## Historia kościoła
Kościół w Opolu-Groszowicach został wybudowany w stylu neoromańskim w latach 1880-1883. Konsekracji świątyni dokonano 15 października 1883 roku. W 1911 roku zamontowano na wieży kościelnej zegar, który wykonała firma Turmuhren-Fabrik Georga Richtera z Berlina. 7 stycznia 1968 roku nastąpiło poświęcenie trzech dzwonów: Opatrzności Boskiej, św. Jadwigi oraz św. Józefa.
W sierpniu 2010 roku zostało wymienionych w kościele 58 witraży oraz 9 rozet. 20 czerwca 2011 roku rozpoczęły się prace konserwatorsko-remontowe, liczących ponad 130 lat, zabytkowych organów. Prace te zostały zakończone 7 października 2012 roku. Poświęcenie organów miało miejsce 3 lutego 2013 roku, a dokonał tego biskup diecezjalny opolski Andrzej Czaja.
Wnętrze kościoła ozdabia m.in. kopia obrazu Matki Boskiej Piekarskiej.